# Dan den högmodige
Dan den högmodige var en dansk sagokung. Han kallas också Dan den storvulne eller Dan den storlåtne, och uppges ha gett namn åt Danmark samt varit dess förste kung. 
Han är ej historiskt belagd, men nämnd av flera källskrifter såsom i Eddan av Snorre Sturlason, i Rigstula vers 48.:
"Dan och Damp, äga dyrbara salar, yppare odal, än I haven; de skicklige äro, att skepp rida, svärd att svinga, och sår öppna."
Son till Danp, (och därmed sonson till kung Rig). Hans syster sägs vara Drott, gift med kung Domar.